# Боженците
Божѐнците (Боженци) е село в Северна България, община Габрово, област Габрово.

## География
Боженците се намира на около 9 km източно от центъра на град Габрово и 6 km западно от град Трявна. Разположено е в южните разклонения на Габровските възвишения, в началото на долината на извиращата при селото и течаща на север река Андъ̀ка (наричана от местното население Божанка), заобиколено отвсякъде от височини и оттичащи се към селото долчини между тях.
Климатът е умереноконтинентален, с прохладно лято и мека зима. Релефът на селото е раздвижен, надморската височина при сградата с администрацията на Архитектурно-историческия резерват – Боженците и музея „Новото школо“ е около 530 m, при църквата е около 555 m, в югозападния и югоизточния краища нараства до около 570 m, а на пътя в северозападния край намалява до около 520 m.
Третокласният републикански път III-5524, достигащ до центъра на Боженците, води на северозапад през селата Трапесковци, Черневци и Болтата до село Донино, където чрез малък участък на третокласния републикански път III-5522 се свързва с първокласния републикански път I-5 (Русе – Велико Търново – Дряново – Габрово – Казанлък – ГКПП Маказа - Нимфея), частично съвпадащ с Европейски път Е85.
Землището на село Боженците граничи със землищата на: село Кметовци на северозапад; село Бижовци на североизток и изток; село Бангейци на югоизток и юг; село Жълтеш на югозапад.
Населението на село Боженците, наброявало 339 души при преброяването към 1934 г. и намаляло до 17 към 1992 г., наброява 27 души (по служебен документ на НСИ от 31.12.2023 г.) към 2023 г.
Етническият състав на населението по численост и дял на етническите групи според преброяването през 2011 г. е:
|                     | Численост | Дял (в %) |
| Общо                | 21        | 100,00    |
| Българи             | 19        | 90,48     |
| Турци               | 0         | 0,00      |
| Цигани              | 0         | 0,00      |
| Други               | 0         | 0,00      |
| Не се самоопределят | 0         | 0,00      |
| Неотговорили        | 2         | 9,52      |

## История
След Руско-турската война (1877 – 1878) по Берлинския договор 1878 г. колиби Боженци – дотогава в Османската империя, попадат в Княжество България. При преброяването на населението на Княжество България на 1 януари 1881 г. колибите фигурират – вероятно погрешно, като село Божанци в окръг Севлиево, околия Габрово, община Божанци с население 483 души. При преброяването на населението на Княжество България на 1 януари 1893 г. вече се посочват колиби Боженци с 489 жители. Селището е признато от колиби за село през 1978 г.

### Основаване
Според легенда, Боженците е основано от болярката Божана, избягала заедно с децата си от Търново през 1393 г. след падането му под османска власт, когато много търновци бягат от там и се заселват в по-труднодостъпни части на Балкана. Първи писмени сведения за Боженците има в турски данъчен регистър от 1750 г.

### Развитие до Освобождението
През втората половина на XVIII век Боженците се оформя като административен и търговски център за околните колибарски селища. Развиват се овцевъдство, пчеларство, бубарство и различни занаяти (ковашки, кожухарски, абаджийски, мутафчийски), производство на пчелен восък, точене на коприна и други и търговия с вълна, кожи и восък (търгува с Измаил и Кагул в Бесарабия, Букурещ, Виена, Одрин, Цариград, Александрия и други). Основен поминък на хората от Боженци е търговията. Нейният разцвет, започнал през XVIII век, продължава и през XIX век. С течение на времето селото се разраства и през Възраждането се превръща във важен кръстопът.
През 1839 – 1840 г. е построена от майстор Лазар Стоянов от село Трапесковци църквата „Свети Пророк Илия" – трикорабна псевдобазилика, с килийно училище към нея в долната част на двора ѝ. Класно училище (новото школо) е построено през 1872 г. от майстор Генчо Кънев – масивна сграда в началото на селото. В училищната сграда през 1878 г. се основава и читалище „Наука".
Будното население на Боженците участва дейно в борбата на българския народ за освобождение от османска власт: Христо Стоянов – в четата на Христо Ботев; 10 души, начело с Христо Патрев – в Априлското въстание 1876 г.; като революционери са обесени в Габрово кметът на селото Станьо Лазаров и Иван Карадимитров (1876 г.); в Руско-турската освободителна война 1877 – 1878 г. участват 6 опълченци.
След Освобождението турските пазари са затворени за българските търговци и зависимото от търговията село Боженците постепенно запада. Част от населението се изселва в Бургас, Варна, Добрич, Габрово, в Румъния и Русия.

### Архитектурно-исторически резерват
Непосредствено преди Освобождението в Боженците има 103 къщи (с 32 дюкяна), покрити с каменни плочи, повечето с обогатени с еркери фасади, с дълбоки покрити чардаци. Дворовете обикновено са с каменни огради и широка двукрила врата. Улиците са тесни, покрити с калдъръм. Голяма част от къщите са на два етажа (два ката). Първият обикновено се използва за дюкян, а на втория живеят стопаните.
През 1962 г. специална комисия от експерти предлага целият селищен ансамбъл на село Боженци да се обяви за архитектурно-исторически резерват. Същата година започва реставрирането на стари къщи в селото. На 6 септември 1964 г. селото е обявено за Архитектурно-исторически резерват. През 1977 г. е издадена Наредба за застрояването, благоустрояването и опазването на резервата и правилник за приложението ѝ.
Реставрирани са почти всички къщи, старото кафене механа в центъра на селото, възстановени са ковачница, кожухарска работилница и менгемата – малка работилница за извличане на восък от вощината чрез дървена преса. За музейни са обявени къщите на Дончо Иванов Попов (Дончо Попа), търговец на вълна и дарител за народната просвета, на баба Райна и други. В двора на църквата са паметниците на загиналите във войните 1912 – 1918 г. и на Иван Карадимитров. Училищната сграда от 1872 г. (музей „Новото школо“) е на два етажа. На първия се намира салон и голяма библиотека, а на втория са класните стаи, в които са се обучавали местните деца. В салона, ползван от читалището, е уредена литографска изложба; има малка художествена галерия.

## Културни и природни забележителности
В непосредствена близост до Боженците има запазен римски път, който продължава в екопътека в посока Габрово, а от източния край на селото започва горска пътека към Трявна.
Боженци е сред 100 национални туристически обекта на Българския туристически съюз. Архитектурно-исторически резерват „Боженци“ има лятно работно време 08:30 – 20:00 часа и зимно работно време 08:30 – 19:00 часа. Печат има в музейните обекти, за които билет се купува от Информация (първата сграда вдясно след паркинга). Предлага се целогодишно настаняване в 6 къщи за гости на Община Габрово и в частни къщи. Резервата се посещава от повече от 25 000 души годишно.
В селото има къщи-музеи, различни експозиции. Всяка година Боженци става сцена на различни възстановки на традиционни обичаи и обреди от нашата история.

## Редовни събития
За официалните празници в резервата се правят възстановки и концерти.

## Личности
- Стоян Милчев Мутафчиев (1852 – 1925) – хъш и опълченец от III Опълченска дружина, ранен в битката при Стара Загора, почетен гражданин на Габрово;[14] баща на
- Петър Мутафчиев
- Светослав Лучников
- Димитър Дончев Попов (Комитовски) (1859 – 1918) – участник в сръбско-турската война от 1876 година. Опълченец от IX дружина в Руско-турската война от 1877 – 1878 година. След Освобождението се преселва в Попово. Търговец. Дарител. Умира в Попово.[15]

## Други
На Боженци е наречена улица в квартал „Карпузица“ в София (Карта).